# NGC 3741
NGC 3741 este o galaxie situată în constelația Ursa Mare. A fost descoperită în 1828 de către John Herschel. Se află la o distanță de 3,22 megaparseci de Pământ.